# Curtiss P-36 Hawk
O Curtiss P-36 Hawk foi um caça monomotor monoplano, desenvolvido e fabricado pelos Estados Unidos, sendo mais tarde utilizado durante a Segunda Guerra Mundial.

## História
Ele foi o primeiro de uma nova geração a entrar em serviço nos Estados Unidos. Foram produzidas cerca de 1.000 P-36, tendo sido 227 para o USAAC (Corpo Aéreo do Exército dos Estados Unidos), 753 exportados e 25 produzidos sob licença de vários países.
A única participação dos P-36 na Segunda Guerra Mundial foi no ataque da Marinha Imperial Japonesa a Pearl Harbor, quando quatro P-36 conseguiram atacar uma formação de nove torpedeiros Nakajima B5N1, sendo que na segunda tentativa conseguiram abater dois.
Dez unidades do P-36 foram entregue a Força Aérea Brasileira, em 1942.